# 角色
角色是故事中虛構的个人或其他存在，故事的載體可以是小說、戲劇、音乐、电影和電子遊戲等。

## 用語
一般来说，由於演員的不同，同一個人物所產生的角色也就不同：比如金庸小說中的郭靖及其資料設定（不論明示的或暗示的，包括但不限於性格、能力和情節設定（通常是沿時間發展對周遭事物產生的轉變），甚至傳奇設定和外觀設定）在單一領域下基本上是不變的（倘有動態轉變則另作別論），但所拍攝的電視電影作品由於扮演郭靖的演員的不同，以及每次行演細節的些微差異，對小說中的郭靖的闡釋不同，因此是不同的角色。

## 角色種類
依重要性區分：
- 要角 - 劇中重要的角色。
- 主角 - 主要角色。
- 配角 - 配搭的角色。
- 副角 - 非主要的角色。
- 閒角 - 戲份薄弱的副角、不相關的小人物。

## 小說元素

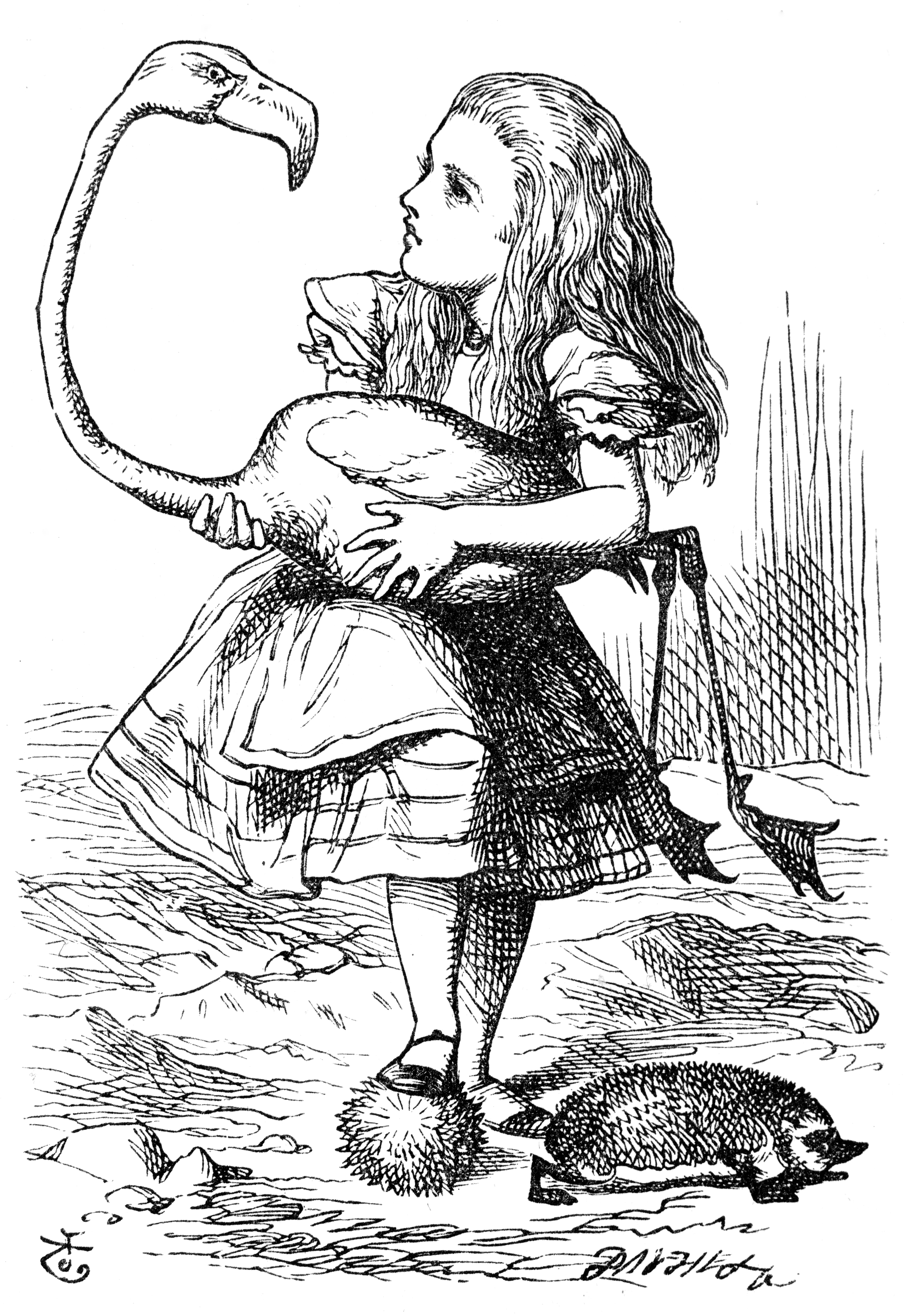
《愛麗絲夢遊仙境》中的愛麗絲，路易斯·卡羅根據真人創作的虛構角色

角色是劇情、設定、主題及風格以外，小說中的一個重要的基礎元素。
在小說中創建角色與人物的過程被稱作「角色塑造」。

### 原型
一個角色的建構可能來自特定的原始型態，當中常見的角色形態會在下方的列表中列出。根據分析心理學始創者榮格的說法，原型主要來自遠古的神話、傳說及民間故事。例如出現在莎士比亞名劇仲夏夜之夢中的小妖精及卡通角色賓尼兔都屬於榮格原型中的搗蛋者的形象，因為它們都有一種反建制的個性。而根據文學批評的定義，原型則指在故事內他們飾演了某種特定的角色。
榮格首先於1919年，根據不同的故事格局，辨認出首個原型後，不少學者如喬瑟夫·坎伯（Joseph Campbell）及占士·希爾曼（James Hillman）繼續了這個理論的研究。其他作家則重新整理這些研究，並嘗試混和榮格原理論結構中中未被提及的次原型角色。這些作家包括克里斯多福·沃格勒，也就是《The Writer's Journey: Mythic Structure For Writers》的作者。

## 廣泛含義
在不同平台和空間演繹角色，角色設定的資料項目與類型都有相應不同，但在大體上而言角色一般指在特定的界線上「自身對周遭事物（也包括自身）能產生轉變」和／或「能被周遭事物（也包括自身）轉變自身」者，多有獨特、刻意 和／或 受編排的運行設定（不論明示的或暗示的）。廣義的角色含義與定義還包括但不限於：
- 在一個系統／境況內會「影響周遭事物（也包括自身）」和／或「被周遭事物（也包括自身）所影響」的事物。
- 形容「個人在社會關係位置上的行為模式」的「社會角色」，但名份則不包含在內。
- 在心理學的角色扮演活動中具有依照情境而含有個別資料設定的崗位，而名份設定則或會包含在內，視乎情況而定。
- 把死物或沒生命之物體等不具智慧的物體演義或變卦（如二次創作）成具有智慧的角色，甚至明示地或暗示地加入各類資料設定包括但不限於外觀設定、性格、能力和情節設定或傳奇設定（細節不論為明示的或暗示的，可自行立著，也可從原死物或原沒生命之物體的一些關鍵元素作處境翻譯），擬人化為其中一演義或變卦的目標；有些人會認為經上述演義或變卦處理後的「角色」可用作引申借代若干原死物或若干原沒生命之物體（以物件導向理論解釋則稱為父子繼承），並在角色扮演行為上應用以代替原死物或原沒生命之物體來方便智慧體自主演繹「角色」（比如人型演繹「角色」），而有些人則會把該「角色」與若干原死物或若干原沒生命之物體作關係訣裂論並視該「角色」為一全新定義之物體看待，視乎個別用途與立場而定。